# Platystemma violoides
Platystemma violoides là một loài thực vật có hoa trong họ Tai voi (Gesneriaceae). Loài này có ở khu vực ven Himalaya; được Nathaniel Wallich miêu tả khoa học đầu tiên năm 1831.